# Bulbophyllum affine
Bulbophyllum affine é uma espécie de orquídea (família Orchidaceae) pertencente ao gênero Bulbophyllum. Foi descrita por Nathaniel Wallich e John Lindley em 1830.